# Eberhard II. von Varendorff
Eberhard II. von Varendorf(f) (* 1268 wahrscheinlich auf der Curia Varenthorpe bei Ibbenbüren; † 1303 auf Burg Sutthausen) war ein Osnabrücker Ritter und Ministerialer sowie  Burgmann zu Iburg. Er war Erbauer der Burg Sutthausen und lag darüber mit der Stadt Osnabrück in Fehde.

## Leben

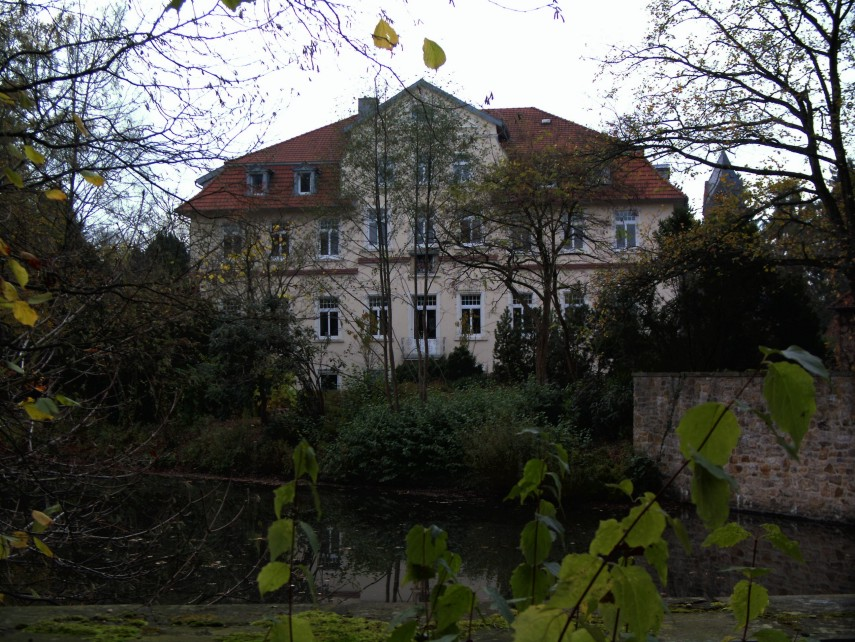
Das heutige Gut Sutthausen

Eberhard II. von Varendorff entstammte dem westfälischen Rittergeschlecht der Herren von Varendorff. Er wurde wahrscheinlich um das Jahr 1268 auf Gut Varenthorp bei Ibbenbüren in der ehemaligen Grafschaft Tecklenburg geboren. Sein Vater war Gerhard II. von Varendorff, Ritter und Herr auf Varenthorp, sowie Burgmann zu Iburg und Reckhenberg. Eberhard II. von Varendorff war verheiratet mit Bertardis von Korff. Im Jahre 1280 befestigte er das bei Osnabrück gelegene Gut Sutthausen gegen den Willen der Stadt mit Wall und Graben und errichtete dadurch eine feste Burg in unmittelbarer Nähe zur Stadtgrenze. Daraufhin wurde der Stadtmagistrat  bei Bischof Konrad von Osnabrück vorstellig, der der Stadt aufgrund geleisteter Fehdedienste zur Unterstützung verpflichtet war. Im Gegenzug für die erbrachte Hilfe versicherte der Bischof deshalb am 13. Mai 1283, dem Bau der Burg Einhalt zu gebieten und im äußersten Falle selbst gegen Sutthausen zu ziehen. Trotz dieser Ankündigung wurde der Bau Sutthausens schließlich beendet. Als sich jedoch um das Jahr 1300 zwei Gegner Eberhards von Varendorff, der Edelherr Giselbert von Brunkhorst und ein Graf von Dale, in der Stadt befanden kam es zu einer Auseinandersetzung, die den Konflikt mit den Osnabrückern Bürgern weiter verschärfte. Die Geschädigten verlangten von der Stadt, deren Gastlichkeit sie in Anspruch genommen hatten, Genugtuung und so zogen Osnabrücker Truppen gegen Sutthausen und belagerten die varendorffsche Burg vor ihren Toren. Als Eberhard II. von Varendorff davon erfuhr, rief er sogleich die befreundeten Grafen von der Mark und Ritter Bernhard von Davensberg mit ihren Getreuen zur Hilfe und verhinderte somit eine Stürmung der Burg. Die Stadt Osnabrück musste daraufhin ihre Belagerung erfolglos abbrechen. Die Fehde um Burg Sutthausen war damit beendet. Eberhard starb einige Jahre später auf Sutthausen, das daraufhin auf seinen ältesten Sohn Eberhard III. von Varendorff und schließlich auf dessen Bruder Amelung I. von Varendorff überging.